# Crassostrea gigas
La ostra japonesa u ostra del Pacífico (ex Crassostrea gigas ahora  Magallana gigas) es una especie de molusco bivalvo de la familia Ostreidae.

## Sistemática
El nombre genérico aceptado actualmente es Magallana, y su etimología proviene del explorador portugués Fernando de Magallanes. El epíteto específico gigas, que en latín que significa "gigante", proviene del griego gigas.
Anteriormente, esta especie estaba adscrita al género Crassostrea, cuyo nombre proviene del latín crass, que significa "grueso" y ostrea, que significa ostra. Parte de la comunidad científica continúa utilizando C. gigas, al  considerarla una combinación aún válida.

## Distribución geográfica
La ostra japonesa es nativa del noreste de Asia pero se ha introducido en muchos países a lo largo del mundo para la acuicultura. En la década de 1920 se introdujo en Estados Unidos y en 1966 en Francia. Al 2006 la lista de países productores por la FAO incluía:
- En América de Norte: Estados Unidos, Canadá y México.
- En América Central: Belice, Costa Rica.
- En El Caribe: Puerto Rico, Islas Vírgenes.
- En América del Sur: Chile, Argentina, Ecuador, Brasil.
- En Europa: Francia, España, Rusia, Irlanda, Noruega, Alemania, Rumania, Ucrania.
- En África: Marruecos, Argelia, Namibia, Sudáfrica y Seychelles.
- En Asia: China, Japón, Corea, Taiwán, Hong Kong, Israel, Filipinas, Malasia.
- En Oceanía: Australia, Nueva Zelanda, Nueva Calendonia, Fiyi, la Polinesia Francesa, Guam, Palau, Samoa y Vanuatu.

Según la FAO la lista de introducciones está incompleta aún, y no incluye sucesos de transporte de individuos por agua de lastre de buques ni introducciones acuícolas de cultivos de pequeña escala, ilegales, no reportadas.

## Hábitat
M. gigas es una especie estuarina, prefiere sustratos firmes del fondo donde queda adheridos a las rocas, desechos y conchas desde la zona intermareal más profunda, hasta profundidades de 40 m. Sin embargo, también pueden hallarse en fondos arenosos y lodosos.

## Biología

### Morfología
La concha de M. gigas varía mucho según el entorno en el que se encuentre, es decir, posee cierta plasticidad fenotípica.
Sus grandes pliegues radiales redondeados son a menudo extremadamente ásperos y afilados. Las dos valvas de la concha son ligeramente diferentes en tamaño y forma, siendo la derecha moderadamente cóncava.
Valvas derecha e izquierda del mismo ejemplar:

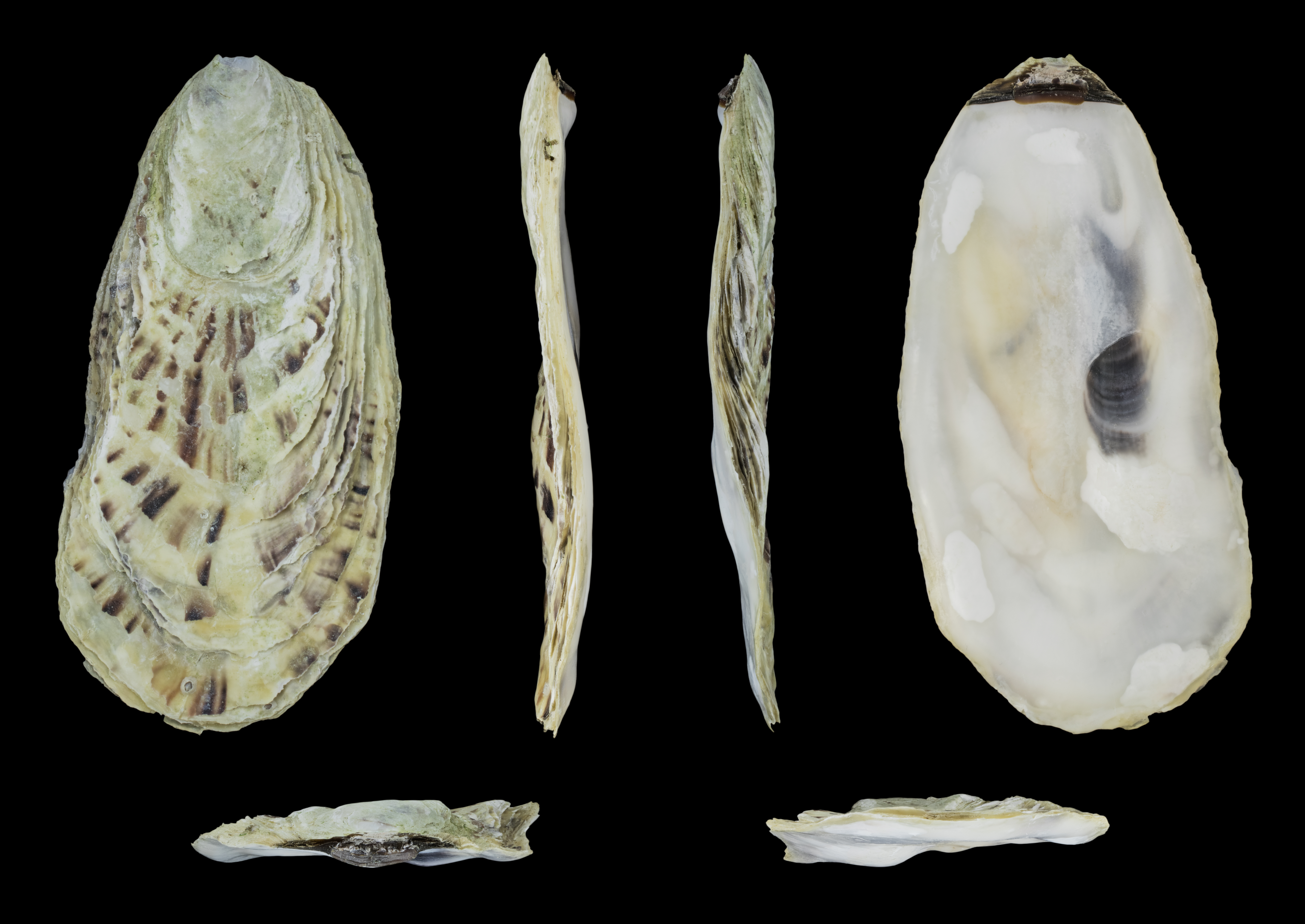
Valva derecha
Valva izquierda

El color de la concha es variable, generalmente blanco pálido o blanquecino, pero pudiendo ser blanca completa, negra, dorada, mixtos o parciales. Parte de esta observación de color dependerá del biofounling u organismos incrustantes.
Los ejemplares maduros pueden variar entre 80 y 400 mm de Longitud Total.

### Fisiología
En cuanto a salinidad, el rango óptimo es de entre 20 y 25‰ (‰ = parts per thousand), aunque la especie puede también vivir a menos de 10‰ y puede tolerar salinidades superiores a 35‰, aunque a ese rango deja de crecer.
En cuanto a temperatura del agua, el rango de tolerancia es amplio desde –1,8 hasta 35 °C.

### Reproducción
La ostra japonesa es dioica, hermafrodita y del tipo hermafrodita protándrico (lo que significa que los machos maduran antes que las hembras).
Estructura de sexos: en poblaciones grandes la cantidad de hembras es mayor que la de machos, mientras que en poblaciones pequeñas, con menor disponibilidad de alimentos ocurre o contrario. Nota: Las ostras hembras pueden transformarse en machos cuando el alimento escasea, por ejemplo, cuando se encuentran en situación de hacinamiento.
La gametogénesis comienza a los ~10 °C y en salinidades de entre 15-32‰.
El desove ocurre a temperaturas superiores a los 20 °C y raramente entre 15–18 °C.
La especie posee alta fecundidad, con hembras de 8–15 cm de longitud total, produciendo entre 50 y 200 millones de huevos en un solo desove.

### Desarrollo y dispersión larval
Las larvas son planctotróficas (lo que significa que se alimentan de plancton), específicamente de fitoplancton, y de partículas orgánicas microscópicas, por lo general menores a 20 milésimas de mm) y se distribuyen a través de la columna de agua.
Su concha en ese estadio larval mide 70 µm en la etapa prodissoconcha I (poco después del desarrollo embrionario) y se establece fuera de la columna de agua para arrastrarse, usando el pie larval, en búsqueda de una ubicación apropiada para el asentamiento o fijación, cuando alcanzan los 300–340 µm. Esto puede tomar entre dos y tres semanas dependiendo de los parámetros del agua.
Durante ese tiempo pueden ser dispersadas en una amplia área por las corrientes. Como en otras especies de ostra, las larvas maduras se adhieren permanentemente al sustrato elegido mediante una secreción de cemento de una glándula en el pie. Una vez asentadas, las ostras se transforman en juveniles. La tasa de crecimiento es muy rápida en buenas condiciones, y alcanzan su tamaño de adulto (o talla de mercado) entre 18 y 30 meses.

### Longevidad
Una ostra japonesa no perturbada por el humano, es decir en la naturaleza, puede llegar a 30 años de edad.

## Relación con el ser humano
En Cataluña, España, en el puerto L'Ampolla se celebra la fiesta gastronómica Diada de l'Ostra, evento turístico para promover el consumo de la "ostra del delta" (del delta del Ebro), únicas, ya que otras ostras como Ostrea edulis son producidas en aguas cálidas y tienen otro sabor, y provienen de bahías mediterráneas como la de Tarragona.
Por otra parte, las ostras cultivadas del estuario del Eo, o del río Eo, vertiente cantábrica, asociadas a mercados regionales de Asturias, Galicia y Madrid, también celebran sus festivales como el Somos la Ostra y el Festival de la Ostra de Castropol.

### El caso de las Olimpiadas de Tokyo 2020/2021
En la preparación de los Juegos Olímpicos de Verano Tokyo 2020/2021, equipos para Piragüismo y Remo estaban tapizados de 14 toneladas de M. gigas, siendo necesario sumas que llegaron a US$1 280 000 para remover el biofouling.

### Enfermedades por el consumo
Las ostras se consumen crudas. En algunos casos, si el marisco está contaminado y es este ingerido, puede ocasionar en gastroenteritis bacteriana, en el caso de los vibrios, ocurrir infección: vibriosis, provocando diarrea y vómito. Mientras que si el marisco posee virus, específicamente el norovirus, puede también generar problemas gástricos, cuya ocurrencia depende del origen de la ostra, se sabe que hay mayor riesgo de contraer enfermedades al consumir mariscos cercanos a descargas de aguas servidas. 

## Importancia como modelo de estudio científico
M. gigas posee importancia económica y científica. En los últimos años ha sido protagonista como organismo modelo de estudio para el estudios biomoleculares y genómicos que apuntan a la compresión biológica y a la mejora de las características génicas. 
Se destaca por ser una especie indicadora del estado de calidad ambiental y del grado de contaminación de los ecosistemas acuáticos, puesto que bioacumula sustancias contaminantes que conllevan a la adquisición de mutaciones o cambios en la constitución cromosómica (M. gigas tiene 10 pares de cromosomas (2n=20), aunque se han encontrado individuos aneuploides (2n=19, 18, 17)).
Y que además, apuntan a la presencia de polimorfismos que pueden ser detectados fácilmente mediante técnicas genéticas; además de esta forma indirecta de detectar contaminación, la M. gigas es modelo para realizar diferentes estudios como:
- Biomineralización: que se identifica con la estructura y la cuantificación de biominerales en la matriz de la concha
- Acidificación del océano: al igual que en el resto de moluscos calcificadores de conchas, el CO2 antropogénico afecta el espesor de esta a medida que se reduce el pH.
- Adaptación al Cambio Climático: la especie presenta un amplio conjunto de genes que responden a estrés ambiental.
- Neurológicos: con los cuales se ha podido por ejemplo, medir potencial sináptico y en general comprender el comportamiento biológico de las neuronas, que en el caso de M. gigas, se asemejan a las de un mamífero. En este sentido se debe destacar que los mamíferos comparten un número considerable de genes homólogos y de proteínas con los moluscos, por lo que se llega a pensar que existe un buen nivel de conservación genético entre ambos. Dichos estudios han contribuido a regenerar axones y a identificar genes relacionados con enfermedades como el Alzheimer y Parkinson.

## Genómica deCrassostrea gigas
Como punto de partida para entender las características, propiedades, mecanismos de supervivencia y forma de interacción de M. gigas con el medio, es necesario conocer la secuencia de su genoma que se puede realizar por el método de Sanger, que depende de actividad enzimática, o de igual modo puede conseguirse de métodos que necesitan de un sistema capaz de sistematizar el proceso. Un software muy usado es el analizador de genoma Ilumina que además de proporcionar alto rendimiento, permite secuenciar a gran escala y es económicamente rentable; es un analizador que proporciona lecturas cortas de ADN, que son incluso más cortas que las lecturas de secuenciación de Sanger y particularmente tiene la capacidad de ensamblar genomas grandes con gran precisión y puede identificar polimorfismos de un solo nucleótido (SNPs), también de forma precisa. 
De igual modo se debe resaltar que la eficiencia del proceso viene acompañado de estrategias previas a la acción del analizador, por ejemplo para el caso de la secuenciación del genoma de M. gigas, se necesita de un método que realice el ordenamiento nucleotídico con fragmentos cortos de pares de bases, puesto que de lo contrario el ensamblaje va a ser inadecuado debido a los altos niveles de polimorfismo y la abundancia de secuencias repetitivas. Teniendo en cuenta esto, se usa una estrategia que consiste en construir bibliotecas bioinformáticas que contienen copias de insertos altamente estables con tamaño muy uniforme (más o menos de 40 kb), los cuales se agrupan, se secuencian y se fusionan de forma superpuesta, y a su vez estos se vinculan con insertos creados del genoma de la ostra y con información de los pares de bases finales y secuenciado terminal usando la tecnología Sanger. 
Los resultados de secuenciación del genoma de M. gigas lleva al análisis de la variación alélica entre genomas ensamblados y mediante alineación de secuenciaciones se denota una alta tasa de polimorfismos en la especie, tasa respaldada por un amplio número de SNPs e InDels cortos de 1 a 40 pd, además de la presencia de un alto nivel de expresión de transcriptos que codifican potencialmente transposasas y transcriptasas inversas; clarificando con esto la existencia de una alta transposición de genes dentro del genoma de la ostra y una alta confirmación de la variación genómica, propiedad que es también apoyada por el alto porcentaje de superposición de transposones en la alineación de secuencias. De este modo M. gigas se puede comparar con las especies de las cuales ya se ha establecido un alto nivel polimórfico y por tanto se caracteriza por tener una gran variabilidad genética que se pierde en cierto grado, cuando se controla las condiciones ambientales y el número de progenitores en el cultivo de la ostra.
Las propiedades genómicas determinan las características físicas y las facultades propias de un organismo, de este modo es como las particularidades que presenta el genoma de  M. gigas influye en la resistencia de esta ostra al ambiente hostil del medio oceánico en el que vive. Mediante investigación científica se ha comprobado que el genoma de M. gigas contiene varias familias de genes estrechamente relacionados con la respuesta al estrés biótico y abiótico, directamente son genes implicados en diferentes vías de defensa, entre ellas: oxidación y antioxidación, apoptosis, respuesta inmune, tolerancia a cambios drásticos de temperatura, incremento de metales pesados, aumento de salinidad, exposición al aire, entre otros factores de estrés. particularmente, uno de los mecanismos de defensa más destacado en M. gigas, es la presencia de un avanzado sistema apoptótico en el que participa un número considerable de genes (48) de los cuales se encuentran: BAX, BAK, TNFR, BCL2, BAG, BI1y caspasas; Encontrados en los análisis genómicos y transcriptómicos y codifican para proteínas inhibidoras de apoptosis, presentes en mayor proporción en la ostra que en los seres humanos; de igual manera ocurre con las proteínas que protegen las células del calor, las HSP70. Solo existen en humanos 17 de éstas proteínas , mientras que las ostras presentan una expansión de 88, un rango considerable de diferencia que explica la gran tolerancia a los choques térmicos que experimenta M. gigas; adicionalmente la expresión también es alta en: Peróxido dismutasa extracelular, importante para la defensa contra el estrés oxidativo; genes indispensables para la defensa contra patógenos y Lectina tipo C y fibrinógeno, colaboradores en la respuesta inmune. 
En cuanto al amplio número de genes que dan respuesta a los factores de estrés, se encuentran los expresados diferencialmente y los que están solapados para responder a 2, 3 o 4 estresores, pero el que más induce respuestas en M. gigas, es la exposición al aire, lo cual indica que es el mayor factor estresante y que la ostra ha desarrollado una amplia defensa para tolerarlo. Los genes expresados diferencialmente en respuesta al estrés son más propensos a tener paralogues (genes parálogos), lo que indica que la expansión y retención de genes duplicados relacionados con la defensa son relevantes para la adaptación de la ostra. Es así, que los análisis genómicos, transcriptómicos y proteómicos revelan un amplio conjunto de genes y proteínas que responden eficientemente a cambios ambientales, además proporcionan información para el estudio de la biología de moluscos y para el mejoramiento genético de ostras y otras especies importantes. 